# دوني ين
دوني ين (27 يوليو 1963 في قوانغتشو) هو ممثل ومخرج ومصمم معارك أمريكي من أصل صيني، وهو يحب أن يجعل معارك أفلامه مبتكرة وأكثر واقعية وهو كثيرا ما يلعب دور الشخص العنيف، وقد قام بتمثيل أدوار الشر أمام كبار النجوم مثل جاكي شان في فيلم «فرسان شنغهاي»
وجيت لي في فيلم "Hero".

## ولادته
ولد دوني ين في الصين في مدينة كانتون في 27 يوليو عام 1963، وهو ابن خبيرة فنون القتال «بو سيم مارك» وكليستر ين، انتقل دوني ين مع عائلته إلى مدينة بوسطن عندما كان في الحادية عشر من عمره. بدأت والدته بتعليمه أسلوب التاي تشي وهو في سن الرابعة، استمر دوني التدرب على فنون القتال المختلفة من التايكوندو حتى الووشو. وقد تم دعوته إلى بكين لتدريب الووشو حيث قابل هناك «ووه بينج يوين» مخرج أفلام الأكشن الشهير.

## أفلامه
حصل دوني ين على دوره الأول عندما كان في سن التاسعة عشر عاما وكان من خلال فيلم «التاي شي السكران» عام 1984.
هناك الكثير من العلامات المميزة التي تميز أفلام دوني ين عن غيرها حيث أنه يتميز بالقتال بأسلوب التاي تشي والوينج تشون  في أغلب أفلامه كما أنه يحب أن ينفذ جميع أنواع الركلات المتنوعة والركلات التي تتضمن القفزات العالية والخلفيات الطائرة التي تضمن فتح الحوض البرجل أثناء الركلة، والهجوم بالجرى على الخصم الذي يعقبه القفز على الخصم أما لركله بكلتا قدميه (التروكى) أو ركله ثلاث ركلات متتالية (تروكى + ركلة ثالثة+النزول واقفا) أو القفز والقبض على رقبة الخصم بكلتا قدميه للسيطرة عليه....هذا بالإضافة إلى رميات وتثبيتات الجودو والمصارعة التي يستخدمها في السيطرة على الخصم، ومن أشهر أفلامه، سلسلة أفلام ييب مان الذي يؤدي فيها دور وقصة حياة المعلم (ييب مان) المعلم لأسطورة الفنون القتالية (بروس لي) وينسب له الفضل في نشر أسلوب الوينج تشون في الصين والعالم عن طريق سلسلة أفلام ييب مان.

## روابط خارجية
- دوني ين على موقع IMDb (الإنجليزية)
- دوني ين على موقع ميتاكريتيك (الإنجليزية)
- دوني ين على موقع قاعدة بيانات الأفلام العربية
- دوني ين على موقع ألو سيني (الفرنسية)
- دوني ين على موقع ميوزك برينز (الإنجليزية)
- دوني ين على موقع تيرنر كلاسيك موفيز (الإنجليزية)
- دوني ين على موقع أول موفي (الإنجليزية)
- دوني ين على موقع بوكس أوفيس موجو (الإنجليزية)
- دوني ين على موقع قاعدة بيانات الأفلام السويدية (السويدية)
- دوني ين على موقع إن إن دي بي (الإنجليزية)